# Fernan Leže
Fernan Leže (fr. Fernand Léger), (4. februar 1881 — 17. avgust 1955), bio je francuski slikar, koji je pošao od kubizma, grafičar i keramičar.

## Mladost i školovanje
Rođen je u jednoj seljačkoj porodici. Posle mnogo godina rada (studij arhitekture u Kanu (Caenu)) kao arhitektonski crtač on je oko 1900. otišao u Pariz na Monmartr u četvrt gde su obitavali slikari i tu se nastanio. Posle vojske (1902. - 1903) završio je studije na Ekol de Art Dekoratifs (fr. École des Arts Décoratifs) i Akademiju Julian u Parizu. Pored toga radio je u jednom arhitektonskom birou kao retušer fotografija.

## Impresionistički i kubistički uticaji
Posle impresionističkih početaka on se zainteresovao i opredelio za okruženje kubizma i pod uticajem Sezana, Braka i Pikasa. Svoje radove izlaže u Galeriji Kanvajler kod trgovca umetninama takozvanog Daniela- Henri Kanvajlera koji je njega "otkrio" lično 1910. Posle rata 1914.- 1917. i njegovog ranjavanja počinje njegova "mehanička perioda" inspirisana ratnom mašinerijom. 1924. godine zamislio je i režirao "Mehanički balet" jedan nenarativan film sa fotografijom Mana Reja.

## Mehanistička faza
Tokom Drugog svetskog rata emigrirao je i živeo u SAD u Njujorku. Posle 1945. godine član je KP Francuske i bio je inspirisan svetom rada i gradskim životom. Slikao je fabrike, čelične konstrukcije- traverzne, željezničke pruge, figure radnika, sportista i natecatelja, šofera i akrobata a njegov dekorativni način izražavanja obdržava monumentalne forme i ritam modernog života. Tvorac je različitih zidnih dekoracija, mozaika, vitraža, tapiserija, keramika pozorišnih dekoracija za scene, plakata... Predstavlja industrijski pejzaž koji je stabilan i nije statičan zasnovan na čistim geometrijskim formama i predstavlja "mehaničku utopiju". Le Korbizijeove "mašine za stanovanje" odražavaju stavove Korbizjeovoga prisnog prijatelja Fernana Ležea sa kojim je sarađivao.

## Značaj umetnika
Na Bienalu u Sao Paolu dobio je 1955. nagradu za slikarstvo. Ubrzo zatim umro je u svome novouređenom ateljeu u Žif sir Ivet (fr. Gif- sur- Yvette ) pored Pariza gde je i sahranjen na mesnom groblju. Posthumno su njegova dela izlagana na izložbi Dokumenta Kaselu.

## Spoljašnje veze
- Artcyclopedia - Links to Léger's works
- Artchive - Biography and images of Léger's works
- Ballet Mecanique Архивирано на веб-сајту  (30. јануар 2010) - Watch Fernand Léger's Short Film

1. 1 2 3 4 5  Мишић, Милан, ур. (2005). Енциклопедија Британика. Л-М. Београд: Политика : Народна књига. стр. 21. ISBN 86-331-2116-6.